# NN-87
La carretera NN‑87 es una vía colectora secundaria ubicada en el municipio de El Tuma-La Dalia, en el departamento de Matagalpa. Esta ruta permite mejorar la conectividad entre comunidades agrícolas y el centro municipal, apoyando el desarrollo económico y la movilidad rural.

## Trazado y cruces
| km  | Localidad / Punto     | Departamento | Conexión / Ruta |
| --- | --------------------- | ------------ | --------------- |
| 0,0 | La Mora               | Matagalpa    | Camino rural    |
| 4,5 | Comunidad El Bijagual | Matagalpa    |                 |
| 9,2 | El Tuma               | Matagalpa    | NN 86 , NIC 3   |

## Coordenadas
Uno de los tramos de la NN‑87 puede ser encontrado en las coordenadas: 13°08′59″N 85°38′09″O / 13.1498, -85.6357